# 吴国盛
圣吴国盛伯多禄传道员（1768年—1814年11月7日），圣名伯多禄（Peter），為中华殉道圣人之一。

## 生平
1768年（乾隆三十三年），吴国盛出生於贵州遵义东南30公里的龙坪场，经营一家客栈，性情豪爽刚强。一次他接待一位受四川省罗玛弟神父派遣的徐姓教友客人投宿，向他宣讲教理，很快接受信仰，并热心传教。客栈很快变为一批热心基督徒的聚会地点。1795年，罗玛弟神父亲自来到龙坪场，欣赏吴国盛的信德，立他为本地会长，却不认同他强硬的性情，暂缓为他施洗，要他先去重庆，学习老教友的榜样。在重庆期间，吴国盛对自己的行为深深懊悔，于是罗神父在次年（1796年）为他付洗，取名伯多禄。到1811年（嘉庆十六年），龙坪场周围创建了很多堂口，进教的教友有600多人。
1814年（嘉庆十九年）教难期间，吴国盛没有逃离，于四月三日被捕入狱。他在县官面前，宁死不愿背叛信仰，践踏十字架。1814年11月7日（嘉庆十九年九月二十六日），吴国盛在遵义刑场绑在十字架上绞死，一路上手持念珠念玫瑰经，终年46岁。
吴国盛死后据称产生许多奇迹，他在遵义龙坪场的墓地颇受教友和外教人的敬拜，在文化大革命期间也幸免于难。

## 成聖
吴国盛於1900年5月27日被當時教宗良十三世封为真福。2000年10月1日，由教宗若望保禄二世册封为中华殉道圣人。

## 以吴国盛命名之教堂
- 香港圣吴国盛小堂